# Wilkinson Call
Wilkinson Call (Russellville, 1834. január 9. – Washington, 1910. augusztus 24.) az Amerikai Egyesült Államok szenátora (Florida, 1879–1897).